# Thomas Chen Tianhao
Thomas Chen Tianhao (chiń. 陳天浩; ur. w 1962 w Pingdu) – chiński duchowny katolicki, biskup Qingdao od 2020.

## Życiorys
Święcenia kapłańskie otrzymał 17 grudnia 1989.
19 listopada 2020 wybrany biskupem ordynariuszem Qingdao. Sakrę biskupią przyjął z mandatem papieskim 23 listopada 2020 z rąk biskupa Johna Fang Xingyao.